# Wirtschaftlichkeitsbetrachtung
Eine Wirtschaftlichkeitsbetrachtung (WiBe) ist ein Verfahren zur Beurteilung der Wirtschaftlichkeit von Investitionen (primär IT-Investitionen) innerhalb der deutschen Bundesverwaltung. Grundlage für die Durchführung der Wirtschaftlichkeitsbetrachtung ist gegenwärtig die von der Beauftragten der Bundesregierung für Informationstechnik (CIO Bund) bereitgestellte "WiBe 5.0 - Empfehlung zur Durchführung von Wirtschaftlichkeitsbetrachtungen in der Bundesverwaltung, insbesondere beim Einsatz der IT.

## Prinzipien
Die öffentliche Verwaltung soll bei ihrer Aufgabenwahrnehmung wirtschaftlich handeln. Durch den Einsatz der WiBe wird eine ökonomische Betrachtung von Investitionsvorhaben innerhalb der Bundesverwaltung ermöglicht. Zudem können verschiedene Investitionsvorhaben miteinander vergleichbar gemacht werden. Das WiBe-Verfahren basiert auf folgenden Prinzipien:
- Vereinheitlichung des Verfahrens zur Betrachtung der Wirtschaftlichkeit von Investitionsvorhaben (insbesondere IT-Investitionen)
- Erfassung aller Ein- und Auszahlungen die mit der Investition in Verbindung stehen
- Zeitgerechte Zuordnung aller Zahlungsströme
- Besondere Eignung für Projekte im öffentlichen Sektor
- Berücksichtigung von Risiken
- Darstellung monetärer und nichtmonetärer Kriterien
- Bewertbarkeit von verschiedenen Alternativen
- Anpassbarkeit an Projekttypen und -größen

## Ziele
Die WiBe ist eine methodische und inhaltliche Hilfe für den Vorhabensverantwortlichen und soll begründete und nachvollziehbare Aussagen über die Wirtschaftlichkeit von (IT-)Investitionen geben. Sie gibt einen einheitlichen methodischen Rahmen für die Ermittlung der Wirtschaftlichkeiten in der gesamten Bundesverwaltung vor und soll zur Optimierung der Methode für Wirtschaftlichkeitsbetrachtungen anregen.

## Methodik
Das Verfahren unterscheidet quantitative und qualitative Kriterien zur Bewertungen eines Investitionsvorhabens. In einer Kosten- und Nutzenanalyse wird auf Basis der Kapitalwertmethode die monetäre Vorteilhaftigkeit ermittelt. Durch die Einbindung von Risikozuschlägen können Unsicherheiten einfach berücksichtigt werden. Mit Hilfe einer Nutzwertanalyse werden neben der monetären Vorteilhaftigkeit die qualitativen Wirkungen des Investitionsvorhabens bewertet.

## Rechtliche Grundlagen
Nach § 7 der Bundeshaushaltsordnung (BHO) müssen Institutionen auf Bundesebene bei ihrer Haushaltsführung Sparsamkeit und Wirtschaftlichkeit beachten. Zudem sollen für alle finanziellen Maßnahmen angemessene Wirtschaftlichkeitsuntersuchungen durchgeführt werden. Präzisiert wird dies in den Verwaltungsvorschriften zu § 7 BHO. Für Investitionen mit erheblicher finanzieller Bedeutung, (mehr als 50.000 €) sind finanzmathematische Verfahren vorgeschrieben, worunter die dynamische Kapitalwertmethode verstanden wird.

## Entwicklung

### 1992 – WiBe 1.0
Die Bundesverwaltung muss auf Grund der steigenden finanziellen Anforderungen verstärkt auf IT-Systeme zurückgreifen. Da die Einsatz-Entscheidung abhängig vom Grundsatz der Wirtschaftlichkeit getroffen werden muss, wird ein Konzept zur Wirtschaftlichkeitsbetrachtung von IT-Vorhaben entwickelt. Gleichzeitig wird das Verfahren in ein Softwaretool für Microsoft Excel integriert (IT-WiBe 1.0).

### 1997 – WiBe 2.0
Das Konzept erreicht zunehmende Akzeptanz innerhalb der Bundesverwaltung. Als eigenständiges 32-Bit Programm erscheint eine neue Softwarelösung (IT-WiBe 2.0).

### 2001 – WiBe 3.0
Nach einer Überarbeitung erscheint die Software unter dem Namen WiBe21 (IT-WiBe 3.0). Im Vergleich zum Fachkonzept aus dem Jahre 1997 werden kaum Veränderungen vorgenommen.

### 2004 – WiBe 4.0
Das Fachkonzept wird inhaltlich weiter entwickelt und ergänzt. Die Software wird plattformunabhängig neu entwickelt und als Open Source veröffentlicht (IT-WiBe 4.0).

### 2007 – WiBe 4.1
Anpassung des Kriteriums „Herstellerunabhängigkeit“ (WiBe Q). Redaktionelle Anpassungen aufgrund der neu entwickelten Software WiBe 4.0-2005. Die Hinweise auf die bisherige Software WiBe 21 wurden entsprechend geändert. Erweiterung um einen speziellen Kriterienkatalog für Migrationsmaßnahmen im Anhang.

### 2009 – WiBe Kalkulator 1.0.1
Die BIT veröffentlicht Version 1.0.1 des WiBe Kalkulators.

### 2014 – WiBe 5.0
Grundhafte Überarbeitung des WiBe-Kriterienkataloges; insbesondere Straffung der monetären Kriterien sowie Streichung des qualitativen Kriterienkataloges WiBe D (Ablösedringlichkeit des Altsystems). Begründung: die Ablösedringlichkeit des Altsystems soll im Rahmen der Begründung des Handlungsbedarfs vorgenommen werden. Liegt eine begründbarer Handlungsbedarf vor, soll die Wirtschaftlichkeitsbetrachtung die Effekte durch das Neusystem fokussieren.

### 2016 – WiBe Kalkulator 1.1.3
Das ITZBund stellt im Mai 2016 die Version 1.1.3 kostenlos zur Verfügung.

## Aufbau der WiBe 4.0

### Versionen
Das Verfahren ist in vier zeitlich orientierte Versionen unterteilt, um das Investitionsvorhaben von der Planung bis zur Erfolgskontrolle begleiten und bewerten zu können. Durch die Unterteilung wird eine Untersuchung ähnlich einem fortlaufenden Qualitätsmanagement erreicht. Jede weitere Version konkretisiert die Vorgängeruntersuchung (-version).
Planungsphase
- Version 1 – Grobkonzeption
- Version 2 – Feinkonzeption

Realisierungsphase
- Version 3 – Erprobung und Abnahme

Einsatzphase
- Version 4 – Einführung und Betrieb

### Module
Die WiBe unterteilt sich in mehrere Module, mit denen die quantitativen als auch qualitative Kriterien bewertet werden. Im Modul "WiBe KN – Kosten- und Nutzen" wird die monetäre Vorteilhaftigkeit der Investition ermittelt. Ebenfalls können in diesem Modul Unsicherheiten in Form von Risikozuschlägen berücksichtigt werden ("WiBe KN/R"). In den Modulen "WiBe D – Dringlichkeitskriterien", "WiBe Q – Qualitativ-Strategische Kriterien" und "WiBe E – Externe Effekte" werden qualitative Kriterien bewertet. Der in der WiBe bereitgestellte "generelle Kriterienkatalog" ist auf die Bewertung von IT-Investitionen angepasst und im Folgenden grob dargestellt. Andere Kriterienkataloge für andere (nicht IT-) Investitionen können individuell entwickelt werden.
| WiBe KN/R |
| --- |

WiBe Zielsystem

| Entwicklungskosten und Entwicklungsnutzen - Entwicklungskosten für die neue IT-Maßnahme - Entwicklungsnutzen aus Ablösung des alten Verfahrens Betriebskosten und Betriebsnutzen - Laufende Sachkosten/Sachkosteneinsparungen - Laufende Personalkosten/Personalkosteneinsparungen - Laufende Kosten/Einsparungen bei Wartung/Systempflege - Sonstige Laufende Kosten und Einsparungen |
| WiBe D |
| - Ablösedringlichkeit Altsystem - Einhaltung von Verwaltungsvorschriften und Gesetzen |
| WiBe Q |
| - Priorität der IT-Maßnahme - Qualitätszuwachs bei der Erledigung von Fachaufgaben - Informationssteuerung der administrativ-politischen Ebene - Mitarbeiterbezogene Effekte |
| WiBe E |
| - Ablösedringlichkeit aus Perspektive des externen Kunden - Benutzerfreundlichkeit aus Kundensicht - Wirtschaftliche Effekte extern - Qualitäts- und Leistungssteigerungen - Synergien |